# Posse, Goiás
Posse este un oraș în Goiás (GO), Brazilia.